# Powiat głubczycki
Powiat głubczycki – powiat w Polsce (województwo opolskie), utworzony w 1999 roku w ramach reformy administracyjnej. Jego siedzibą jest miasto Głubczyce.
W skład powiatu wchodzą:
- gminy miejsko-wiejskie: Baborów, Głubczyce, Kietrz
- gminy wiejskie: Branice
- miasta: Baborów, Głubczyce, Kietrz

Graniczy z powiatami: prudnickim, kędzierzyńsko-kozielskim, raciborskim (woj. śląskie) i z Czechami (kraj morawsko-śląski).
Według danych z 30 czerwca 2020 roku powiat zamieszkiwało 45 291 osób.

## Historia
- powiat głubczycki (1743–1817)
- powiat głubczycki (1818–1945)

## Demografia

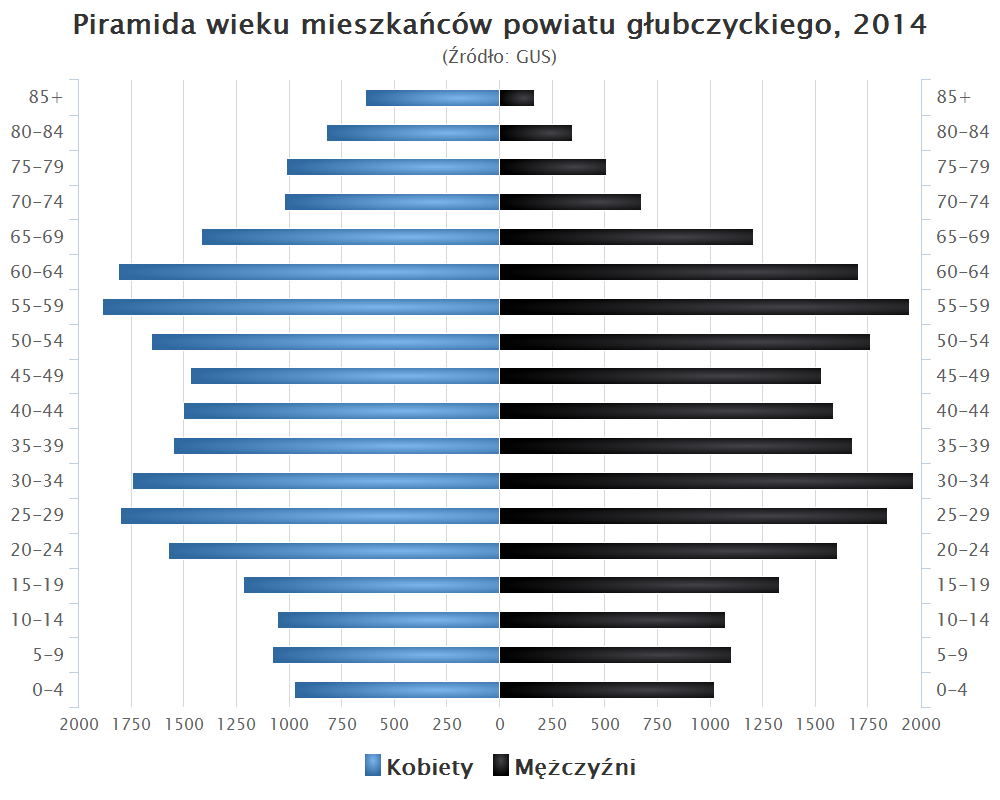
Piramida wieku mieszkańców powiatu głubczyckiego w 2014 roku

Liczba ludności (dane z 31 grudnia 2008):
|        | Ogółem | Ogółem | Kobiety | Kobiety | Mężczyźni | Mężczyźni |
| osób   | %      | osób   | %       | osób    | %         |           |
| ------ | ------ | ------ | ------- | ------- | --------- | --------- |
| Ogółem | 49 580 | 100    | 25 311  | 51,05   | 24 269    | 48,95     |
| Miasto | 22 692 | 45,77  | 11 867  | 23,94   | 10 825    | 21,83     |
| Wieś   | 26 888 | 54,23  | 13 444  | 27,12   | 13 444    | 27,12     |

▶Wieś vs ▶miasto
Ogółem (▶k, ▶m)
Miasto (▶k, ▶m)
Wieś (▶k, ▶m)

## Rada Powiatu
| Ugrupowanie                         | 2002-2006  | 2006-2010 | 2010-2014 | 2014-2018 | 2018-2023 |
| ----------------------------------- | ---------- | --------- | --------- | --------- | --------- |
| Sojusz Lewicy Demokratycznej        | 3 (SLD-UP) | -         | -         | -         | -         |
| Polskie Stronnictwo Ludowe          | 1          | -         | -         | -         | -         |
| Mieszkańcy Powiatu Głubczyckiego    | 5          | 3         | 5         | 3         | 4         |
| Obywatelski Komitet Opolszczyzny    | 1          | -         | -         | -         | -         |
| Koalicja Obywatelska                | 5          | 1         | -         | -         | -         |
| Samoobrona                          | 2          | -         | -         | -         | -         |
| Prawo i Sprawiedliwość              | -          | 2         | 2         | 5         | 5         |
| Platforma Obywatelska               | -          | 3         | 6         | 2         | -         |
| Liga Samorządowa Ziemi Głubczyckiej | -          | 3         | -         | -         | -         |
| Mieszkańcy Ziemi Głubczyckiego      | -          | 1         | 2         | 4         | 2         |
| Praca Uczciwość Porządek            | -          | 2         | -         | -         | -         |
| Obywatelski Komitet Głubczyc        | -          | 2         | -         | -         | -         |
| Koalicja Samorządowa                | -          | -         | 1         | 1         | -         |
| Odnowa                              | -          | -         | 1         | -         | -         |
| Razem dla Głubczyc                  | -          | -         | -         | 1         | -         |
| Powiatowa Wspólnota Samorządowa     | -          | -         | -         | 1         | 2         |
| Nasza Ziemia Głubczycka             | -          | -         | -         | -         | 4         |

## Płaskowyż Dobrej Ziemi
Na terenie powiatu głubczyckiego jest czynna Lokalna Grupa Działania Płaskowyż Dobrej Ziemi.

## Regiony partnerskie
- Holzminden, Niemcy
- Úvalno, Czechy
- Budišov nad Budišovkou, Czechy
- LGD Ziemia Hluczyńska, Czechy
- Mikroregion Ziemia Opawska - północny zachód, Czechy

## Starostowie głubczyccy
- Lesław Kinal (1999–2000) (AWS)
- Dariusz Kaśków (2000–2006) (UW, PiS)
- Józef Kozina (2006–2018) (PO)
- Piotr Soczyński (od 2018)

## Galeria

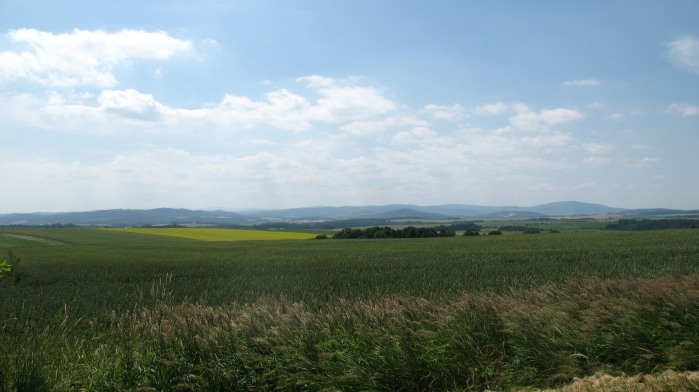
Krajobraz oglądany z drogi Tarnkowa-Sławoszów, ok. 10 km od stolicy powiatu.